# محمدرضا طهماسبی
محمدرضا طهماسبی (زادهٔ ۱ فروردین ۱۳۵۵) بازیکن فوتبال سابق اهل ایران است.